# Paolo Tosti
Sir Francesco Paolo Tosti, italijanski skladatelj, * 9. april 1846, Ortona, Italija, † 2. december 1916, Rim, Italija. 
Glasbo je študiral pri znamenitem skladatelju Saveriu Mercadanteju. Med letoma 1875 in 1913 je živel v Angliji, kjer se je seznanil s tamkajšnjo visoko družbo (mdr. je poučeval glasbo na Angleški kraljevi akademiji). Leta 1906 je postal angleški državljan. 
Bil je tesen Carusov prijatelj, za katerega je napisal nekaj skladb.
Kot skladatelj je danes poznan po številnih napolitanskih pesmih.